# ドドンテル
ド・ドンテルの不等式（ドドンテルのふとうしき、De Donters inequality）とは、化学反応などの自発（不可逆）変化が進んでいる孤立系の内部で、温度・圧力・組成の不均一が保たれている時、最小時間dtに不可逆的変化によって生成するエントロピー-dSについて成り立つ不等式Tds=Adɛ≥0またはTdS/dt=Av≥0をいう。
Tは絶対温度、ɛは反応速度、Aは化学的親和力、vは反応速度である。非平衡系に拡張された熱力学第2法則による不可逆性過程の基本式である。